# Illnath
Illnath – duńska, blackmetalowa formacja założona w 1997 przez Petera Falka i Jokuma Thora Laresena.

## Historia
Zespół na początku nosił nazwę Flagellation, i ich pierwsze demo – Behind the Veil – zostało wydane pod tą właśnie nazwą.
W grudniu 2001 ukazała się płyta Angelic Voices Calling, wydana nakładem finansowym zespołu.
Rok później formacja podpisała kontrakt z japońską wytwórnią World Chaos Productions. Efektem współpracy z tą wytwórnią było wydanie pierwszego albumu grupy – Cast Into Fields of Evil Pleasure.
Termin wydania drugiej płyty – Secon Skin of Harlequin – był kilkakrotnie przekładany. Ostatecznie album ukazał się w niewielkim nakładzie i był dostępny wyłącznie na rynku japońskim. Niezadowoleni z tego faktu muzycy Illnath zerwali kontrakt i publicznie ostrzegli inne zespoły przed problemami jakie niesie ze sobą współpraca z WCP. Aby udowodnić swoje racje, zespół przeprowadził ankietę wśród swoich fanów gdzie i w jaki sposób nabyli krążek Secon Skin of Harlequin.
W międzyczasie podpisali umowę z nową wytwórnią – Deathlight Records. W marcu 2007 r. ukazała się reedycja Cast Into Fields of Evil Pleasure, która ostatecznie dotarła na rynek europejski.
Wydanie trzeciego albumu Illnath – Three Nights in the Sewers of Sodom – przewidziane było na rok 2008, ale planu nie udało się zrealizować. 

## Członkowie zespołu
- Danni – perkusja
- Narrenschiff – wokal
- Tyr – klawisze
- Pete – sekcje gitarowe
- Kenneth – bass